# 科利馬雪山國家公園
19°28′00″N 103°33′00″W / 19.46667°N 103.55000°W

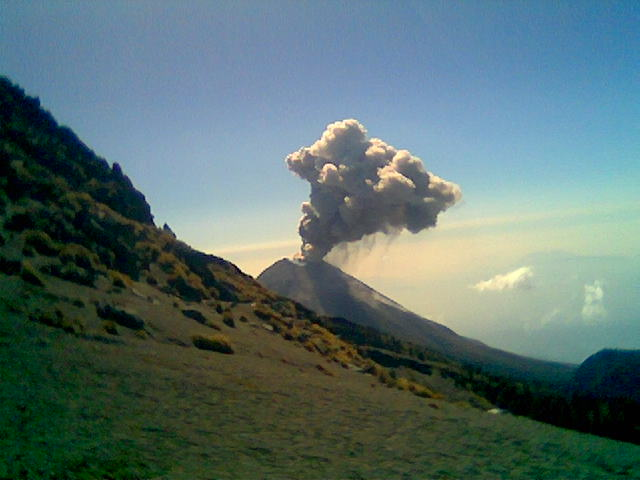

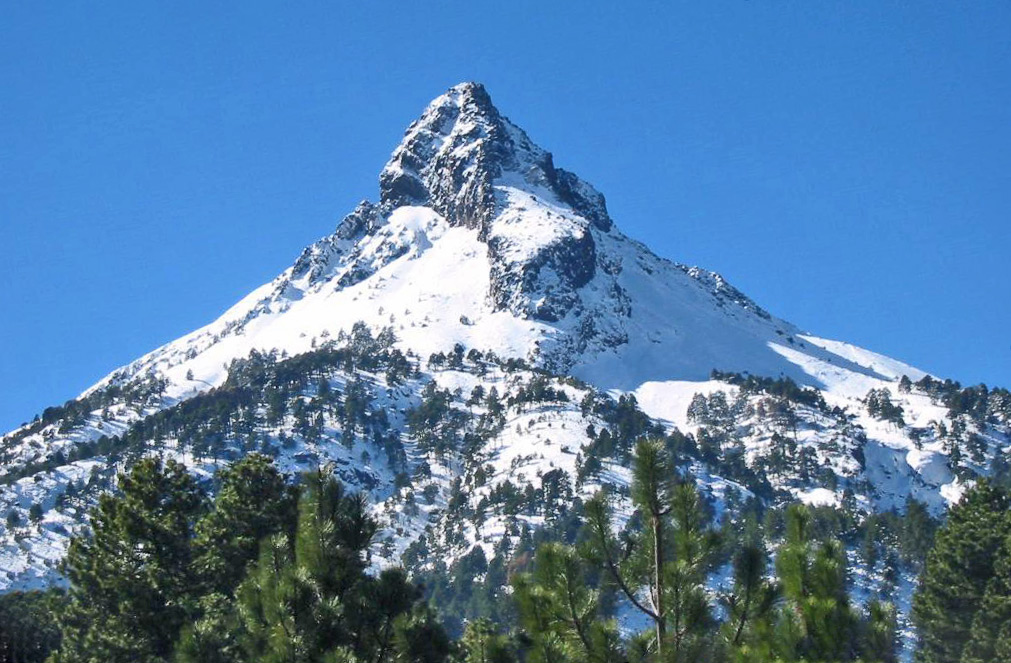

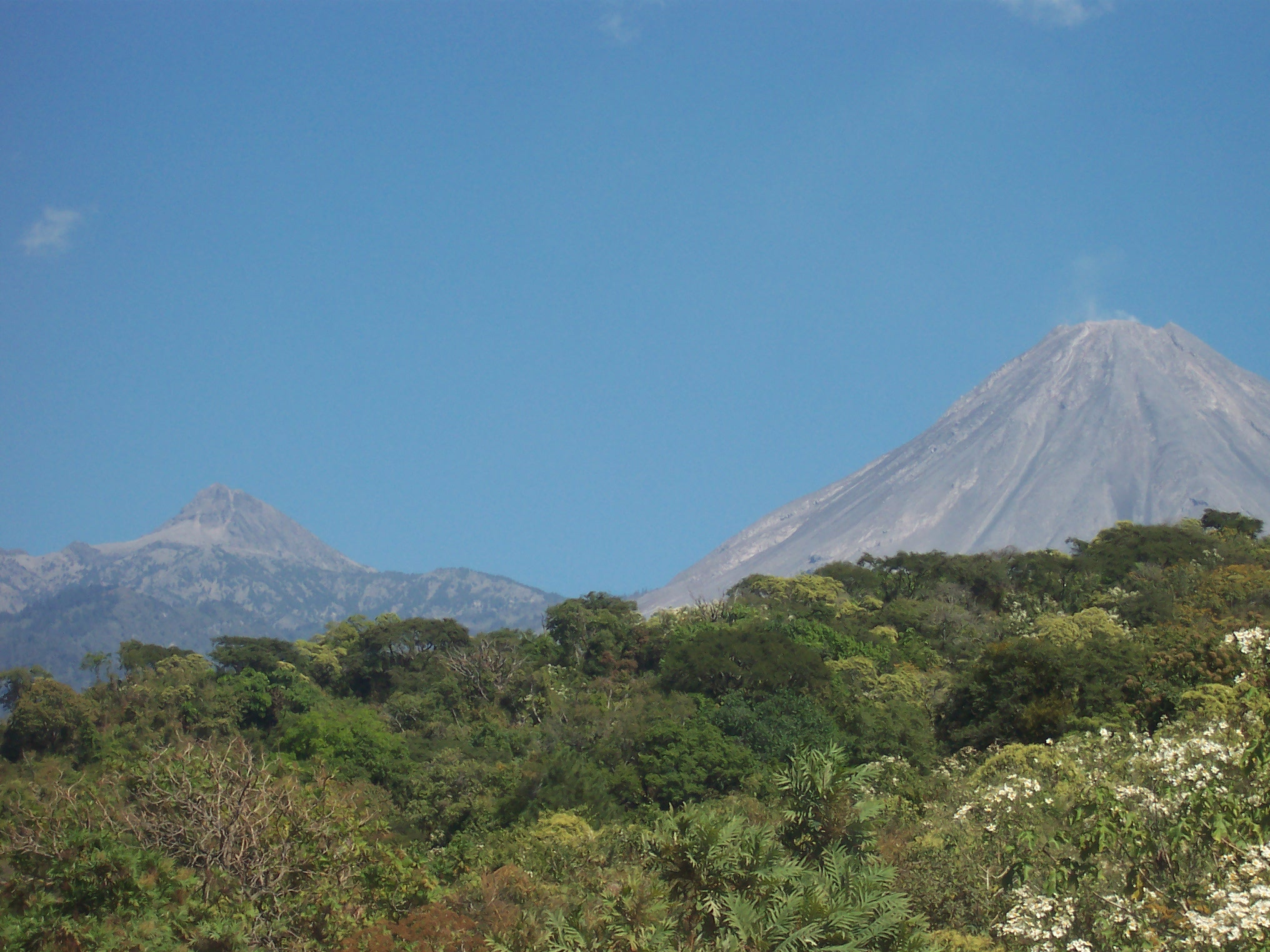

科利馬雪山國家公園是墨西哥的國家公園，由哈利斯科州和科利馬州負責管轄，始建於1936年9月5日，最高點海拔高度4,330米，面積93平方公里。

## 外部連結
- Patronato Nevado de Colima y Cuencas Adyacentes A.C.
- Información del parque （页面存档备份，存于）